# Орховичи
Орховичи (укр. Орховичі) — село в Рудковской городской общине Самборского района Львовской области Украины.
Население по переписи 2001 года составляло 353 человека. Занимает площадь 7,656 км². Почтовый индекс — 81430. Телефонный код — 3236.